# Mata Cuadrada
Mata Cuadrada es una loma situada en el municipio cántabro de Valderredible (España). En lo más alto hay un vértice geodésico que marca una altitud de 964,70 m s. n. m. en la base del pilar. Se puede ascender desde Cubillo de Ebro, por la pista que se dirige hacia Otero del Monte, apta físicamente para ser transitada por vehículos todo terreno.